# Laufenburg (Svizzera)
Laufenburg (toponimo tedesco) è un comune svizzero di 3 620 abitanti del Canton Argovia, nel distretto di Laufenburg del quale è il capoluogo; ha lo status di città. Costituisce un unico agglomerato urbano con l'omonima città tedesca sulla sponda destra del Reno (Baden-Württemberg).

## Storia
Il 1º gennaio 2010 ha inglobato il comune soppresso di Sulz.

## Monumenti e luoghi d'interesse

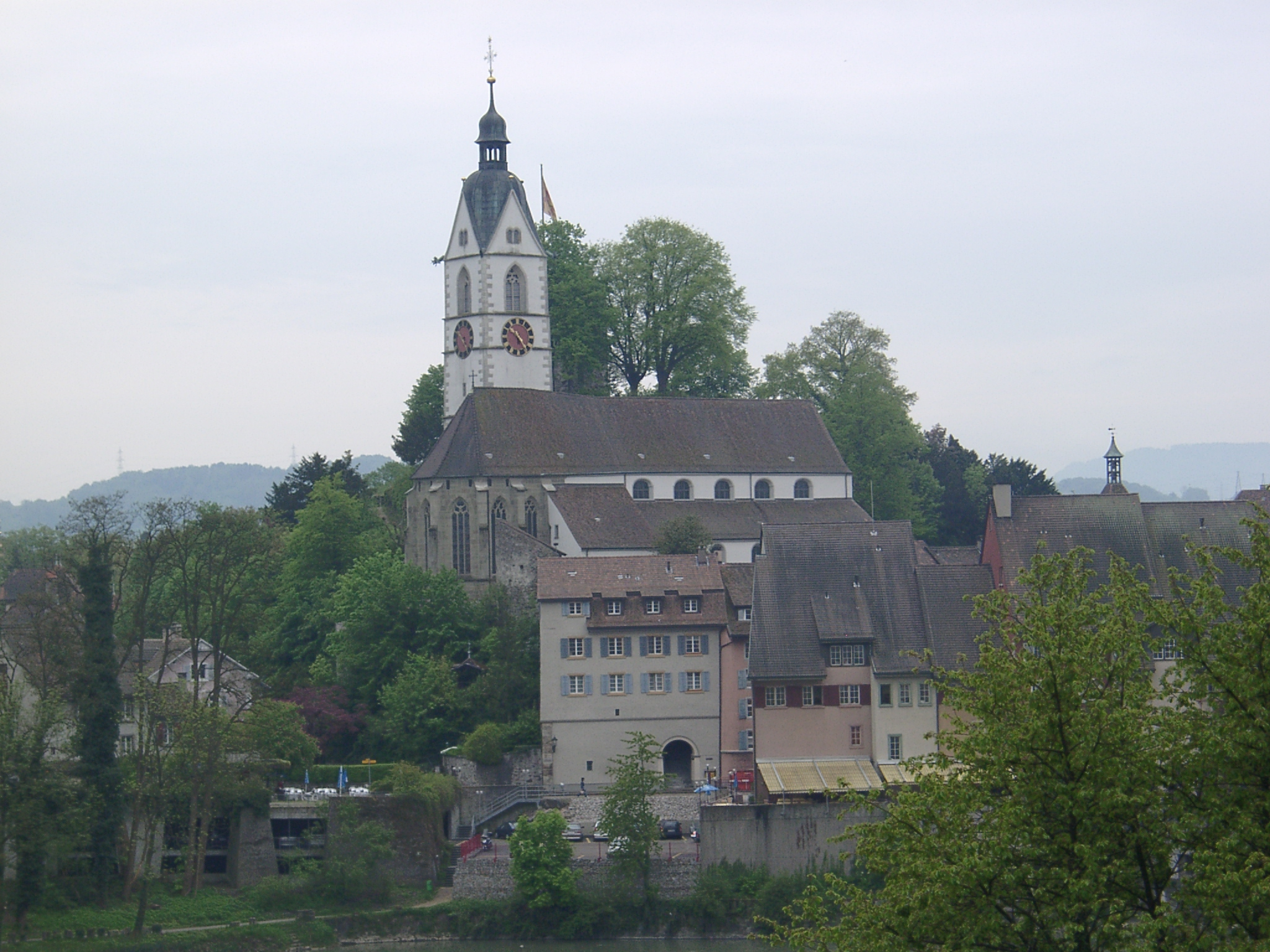
La chiesa cattolica di San Giovanni Battista

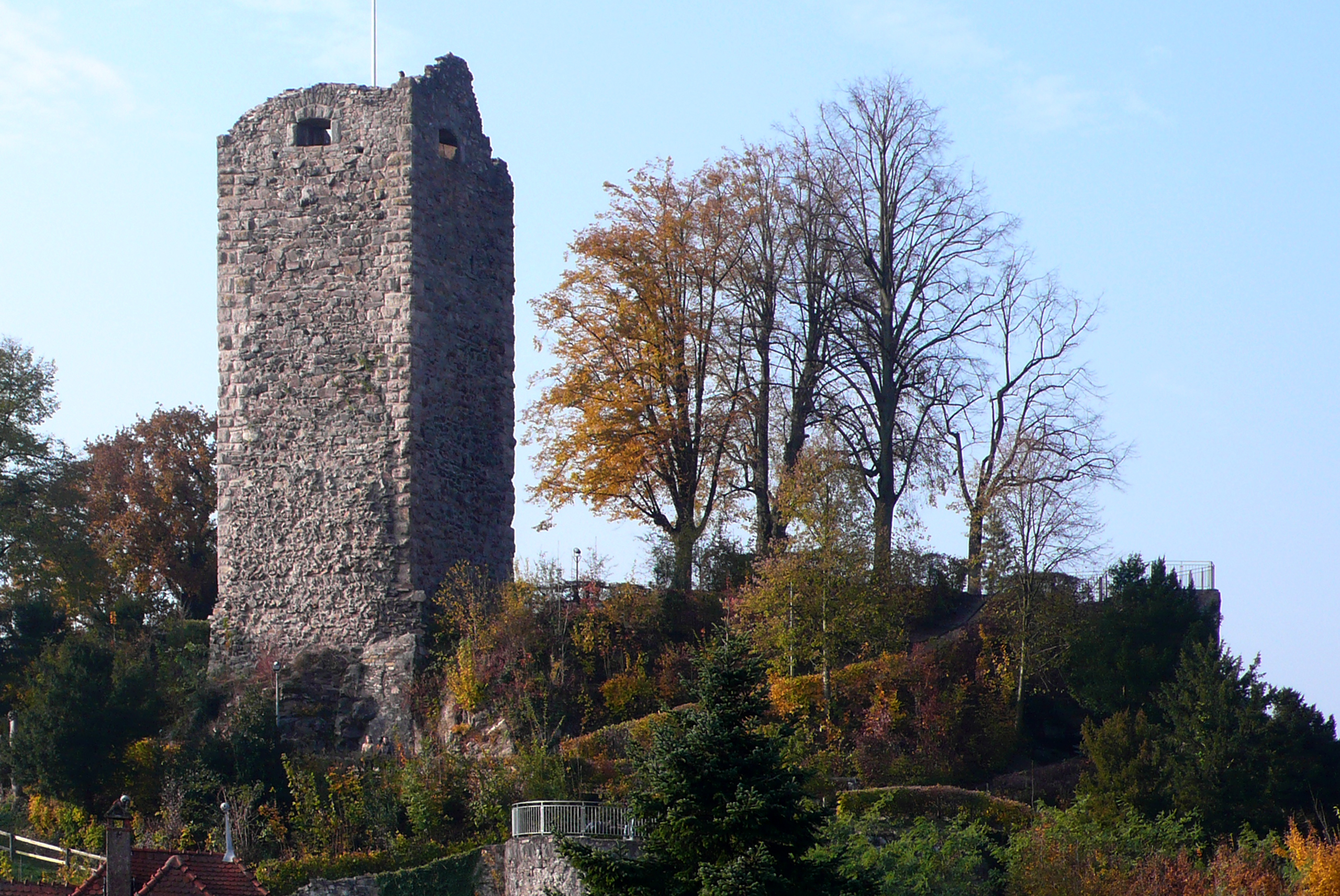
Il castello di Laufenburg

- Chiesa cattolica di San Giovanni Battista, ricostruita nel 1750-1753[1];
- Chiesa riformata, eretta nel 1958-1959[1]
- Rovine del castello di Laufenburg, attestato dal 1207[1];
- Palazzo del tribunale, ricostruito nel 1771[1].

## Società

### Evoluzione demografica
L'evoluzione demografica è riportata nella seguente tabella:
Abitanti censiti

## Geografia antropica

### Frazioni
- Laufenburg
- Sulz[3]
  - Bütz
  - Leidikon
  - Mittelsulz
  - Obersulz
  - Rheinsulz
  - Sulzerberg

## Infrastrutture e trasporti
Laufenburg è servita dall'omonima stazione sulla ferrovia Koblenz-Stein-Säckingen.

## Amministrazione
Ogni famiglia originaria del luogo fa parte del cosiddetto comune patriziale e ha la responsabilità della manutenzione di ogni bene ricadente all'interno dei confini del comune.